# Ayuntamiento de Salamanca
El Ayuntamiento de Salamanca es el gobierno municipal de Salamanca, localidad española, capital de la provincia homónima.
El consistorio está presidido por el alcalde, corporación que desde abril de 1979 es elegida por sufragio universal. Desde el 12 de diciembre de 2018 lo dirige Carlos Manuel García Carbayo, ratificado por el pleno municipal el 20 de diciembre de 2018 y por la ciudadanía de Salamanca en sendas elecciones celebradas el 26 de mayo de 2019 y el 28 de mayo de 2023.

## Casa consistorial
El edificio del Ayuntamiento de Salamanca se encuentra en la plaza Mayor, diseñada por Alberto y Joaquín Churriguera, y declarada Patrimonio de la Humanidad por la UNESCO en 1988.

### Retirada del rostro de Franco del salón de plenos
Una sentencia de lo Contencioso Administrativo de Salamanca de 2017, en cumplimiento de la Ley de Memoria Histórica, obliga al Ayuntamiento a borrar el rostro de Francisco Franco de un mural pintado en una de las paredes del salón de plenos. Se retiró a lo largo de octubre de 2019.

## Alcaldes
Desde 1979, el actual sistema constitucional español consagra un sistema de elección democrática indirecta de la alcaldía, por el que se eligen a representantes de partidos políticos que a su vez eligen al alcalde de entre sus miembros. Desde esa fecha, el alcalde que más tiempo ha ocupado el cargo ha sido Julián Lanzarote Sastre, que ejerció la alcaldía de la ciudad durante 16 años, entre 1995 y 2011. Desde 1881, los alcaldes de Salamanca han sido los siguientes:
| Periodo   | Nombre                                                                  | Partido                                  |
| --------- | ----------------------------------------------------------------------- | ---------------------------------------- |
| 1979-1983 | Jesús Málaga                                                            | Partido Socialista Obrero Español (PSOE) |
| 1983-1987 | Jesús Málaga                                                            | Partido Socialista Obrero Español (PSOE) |
| 1987-1991 | Fernando Fernández de Trocóniz                                          | Alianza Popular (AP)                     |
| 1991-1995 | Jesús Málaga                                                            | Partido Socialista Obrero Español (PSOE) |
| 1995-1999 | Julián Lanzarote                                                        | Partido Popular (PP)                     |
| 1999-2003 | Julián Lanzarote                                                        | Partido Popular (PP)                     |
| 2003-2007 | Julián Lanzarote                                                        | Partido Popular (PP)                     |
| 2007-2011 | Julián Lanzarote                                                        | Partido Popular (PP)                     |
| 2011-2015 | Alfonso Fernández Mañueco                                               | Partido Popular (PP)                     |
| 2015-2019 | Alfonso Fernández Mañueco (2015-2018) Carlos García Carbayo (2018-2019) | Partido Popular (PP)                     |
| 2019-2023 | Carlos García Carbayo                                                   | Partido Popular (PP)                     |
| 2023-act. | Carlos García Carbayo                                                   | Partido Popular (PP)                     |

## Pleno
1936: Sus competencias las ejercía por delegación del Gobierno en funciones.
1943: Sus competencias las ejercía por delegación del Parlamento nacional.
1979: Se constituye una corporación con competencias inherentes, blindadas por ley. La UCD logra 13 concejales, el PSOE 11 y el PCE 3. En la votación para elegir alcalde es propuesta en primer lugar Pilar Fernández, de la UCD que pierde la votación con 13 votos a favor (UCD) y 14 en contra (PSOE y PCE). En la segunda votación es propuesto como candidato Jesús Málaga Guerrero, que resulta investido justo con el resultado inverso; 14 votos a favor (PSOE y PCE) y 13 en contra (UCD).
1983: El PSOE logró 17 concejales, frente a los 10 de Coalición Popular. En la votación para elegir alcalde es propuesto como candidato Jesús Málaga, que es investido en primera votación, con 17 votos a favor (PSOE) y 10 en contra (CP).
1987: Alianza Popular ganó las elecciones con 10 concejales, los mismos que el PSOE. CDS logró los 7 concejales restantes. En primera votación resulta rechazado como alcalde Fernando Fernández, con 10 votos a favor (AP), 10 en contra (PSOE) y 7 abstenciones (CDS). En la segunda votación, se propone como candidato a Jesús Málaga, que es igualmente rechazado, con 10 votos a favor (PSOE), 10 en contra (AP) y 7 abstenciones (CDS). Al no lograr mayoría absoluta ni simple ninguno de los dos candidatos, es nombrado alcalde Fernando Fernández por encabezar la lista que había obtenido mayor número de votos populares.
1991: El PP (antigua AP) volvió a ganar las elecciones, en esta ocasión con 13 concejales. El PSOE obtuvo 12 concejales, y CDS e IU uno cada uno. En primera votación fue rechazado el alcalde saliente, Fernando Fernández, por 13 votos a favor (PP), 13 en contra (PSOE e IU) y 1 abstención (CDS). En segunda votación, recuperó la alcaldía Jesús Málaga tras un acuerdo de su partido con IU y CDS, que le permitió ser elegido alcalde en segunda votación, con 14 votos a favor (PSOE, IU y CDS) y 13 en contra (AP).
1995: El PP gana las elecciones con 16 concejales, el PSOE obtiene 9 e IU 2. Julián Lanzarote es elegido nuevo alcalde de la ciudad, en primera votación, con 16 votos a favor (PP) y 11 en contra (PSOE e IU).
1999: El PP revalida su victoria electoral con 17 concejales. El PSOE obtiene los 10 concejales restantes. Julián Lanzarote repite investidura en primera votación con el apoyo de 17 ediles (PP) y el rechazo de los otros 10 (PSOE).
2003: El PP consigue la quinta victoria electoral consecutiva obteniendo 15 concejales. El PSOE, por su parte, obtiene 12 concejales. Julián Lanzarote resulta investido alcalde en primera votación, por 3ª vez consecutiva, con 15 votos a favor (PP) y 12 en contra (PSOE).
2007: El PP revalida por 6ª vez su apoyo en las urnas con 16 concejales. El PSOE obtiene 11 y sigue como segunda fuerza política municipal. Julián Lanzarote es de nuevo investido en primera votación con 16 votos a favor (PP) y 11 en contra (PSOE).
2011: La séptima victoria electoral del PP le otorga 18 concejales, frente a los 9 del PSOE. Es elegido nuevo alcalde en primera votación Alfonso Fernández, con el apoyo de 18 concejales (PP) y el rechazo de 9 (PSOE).
2015: El PP consigue su octava victoria electoral consecutiva, aunque por primera vez en 20 años no tiene mayoría absoluta (12 concejales) y tiene que negociar para mantener la alcaldía. PSOE (7 concejales), Ciudadanos (4) y Ganemos Salamanca (4) se reparten el resto de concejales. Alfonso Fernández es rechazado en primera votación con 12 votos a favor (PP), 11 en contra (PSOE y Ganemos Salamanca) y 4 abstenciones (Ciudadanos). En segunda votación se postula Enrique Cabero, que es rechazado con 11 votos a favor (PSOE y Ganemos Salamanca), 12 en contra (PP) y 4 abstenciones (Ciudadanos). Al no obtener ninguno de los dos mayoría absoluta de votos, es proclamado alcalde el señor Fernández por ser el único de los dos que había logrado mayoría simple.
2018: Alfonso Fernando Fernández Mañueco presenta el 12 de diciembre su dimisión para centrarse en su precandidatura a la presidencia de la Junta de Castilla y León. Desde entonces y hasta el 20 de diciembre, desempeñó el cargo en funciones el que fue teniente de alcalde de la corporación, Carlos García. El 20 de diciembre tuvo lugar la celebración de un pleno excepcional en el que ni Carlos García (PP) ni José Luis Mateos Crespo (PSOE) lograron ni la mayoría absoluta ni la mayoría simple de los votos de los miembros del pleno municipal. En consecuencia, se designó como nuevo alcalde a Carlos García, en virtud de una antigua ley de 1985 que otorga la alcaldía al representante del partido más vorado en las últimas elecciones municipales, en este caso las ya lejanas de 2015.
2019: El PP consigue su novena victoria electoral consecutiva (11 concejales), aunque seguido muy de cerca por el PSOE (10 concejales).  Ciudadanos obtiene 4 y Podemos 2. El Partido Popular y Ciudadanos alcanzan rápidamente un acuerdo de Gobierno y es ratificado como alcalde Carlos García, del PP, por mayoría absoluta, con la oposición del resto de miembros del pleno.
| Partido político | Partido político                                                       | 2023   | 2019   | 2015   | 2011   | 2007   | 2003   | 1999   | 1995   | 1991   | 1987   | 1983   | 1979   |
| Partido político | Partido político                                                       | Ediles | Ediles | Ediles | Ediles | Ediles | Ediles | Ediles | Ediles | Ediles | Ediles | Ediles | Ediles |
|                  | Partido Popular (PP)-Alianza Popular (AP)                              | 14     | 11     | 12     | 18     | 16     | 15     | 17     | 16     | 13     | 10     | 10     | 0      |
|                  | Partido Socialista Obrero Español (PSOE)                               | 10     | 10     | 7      | 9      | 11     | 12     | 10     | 9      | 12     | 10     | 17     | 11     |
|                  | Vox                                                                    | 3      | 0      | 0      | —      | —      | —      | —      | —      | —      | —      | —      | —      |
|                  | Podemos-Ganemos-Izquierda Unida (IU)-Partido Comunista de España (PCE) | 0      | 2      | 4      | 0      | 0      | 0      | 0      | 2      | 1      | 0      | 0      | 3      |
|                  | Ciudadanos (CS)                                                        | 0      | 4      | 4      | —      | 0      | —      | —      | —      | —      | —      | —      | —      |
|                  | Centro Democrático y Social (CDS)-Unión de Centro Democrático (UCD)    | —      | —      | —      | —      | —      | —      | —      | —      | 1      | 7      | 0      | 13     |

1979-1983
1983-1987
1987-1991
1991-1995
1995-1999
1999-2003
2003-2007
2007-2011
2011-2015
2015-2019
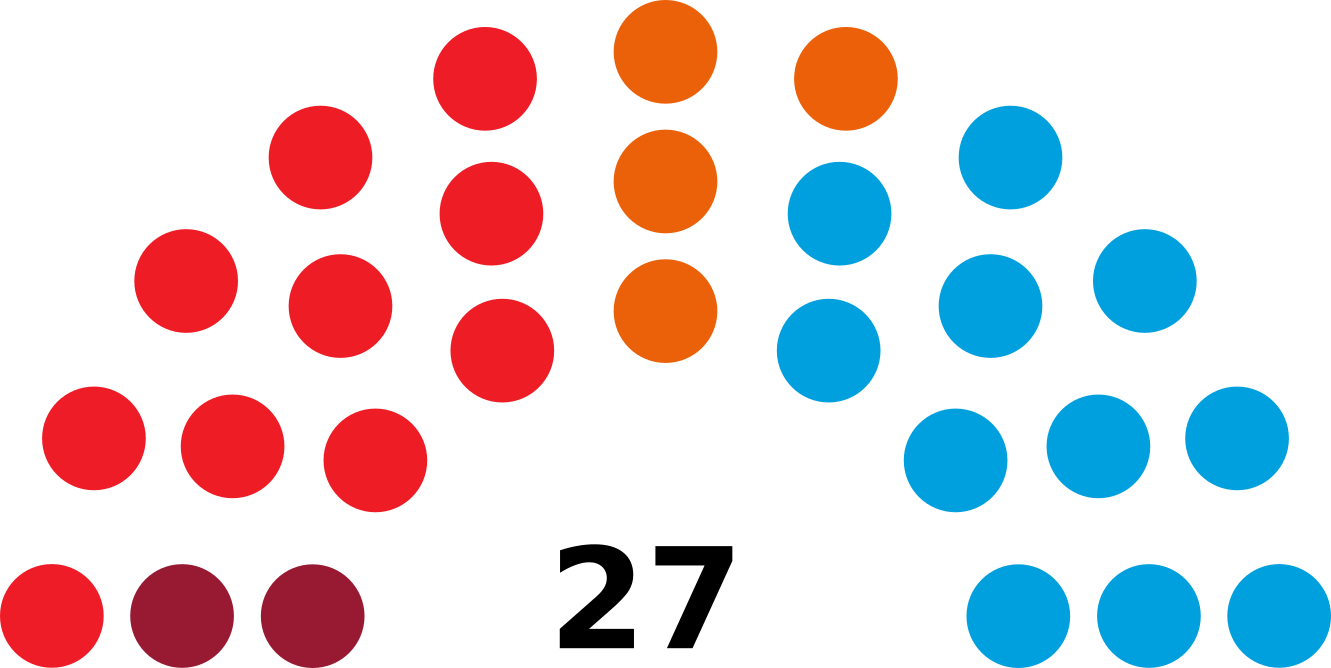
2019-2023

## Resultados electorales históricos
| Partido político                                                | 2023        | 2023        | 2023        | 2019        | 2019        | 2019        | 2015        | 2015        | 2015        | 2011  | 2011   | 2011       | 2007  | 2007   | 2007       | 2003  | 2003   | 2003       | 1999  | 1999   | 1999       | 1995  | 1995   | 1995       | 1991  | 1991   | 1991       | 1987  | 1987   | 1987       | 1983  | 1983   | 1983       | 1979  | 1979   | 1979       |
| Partido político                                                | %           | Votos       | Concejales  | %           | Votos       | Concejales  | %           | Votos       | Concejales  | %     | Votos  | Concejales | %     | Votos  | Concejales | %     | Votos  | Concejales | %     | Votos  | Concejales | %     | Votos  | Concejales | %     | Votos  | Concejales | %     | Votos  | Concejales | %     | Votos  | Concejales | %     | Votos  | Concejales |
| Partido Popular (PP)                                            | 43,98       | 30 306      | 14          | 36,08       | 26 922      | 11          | 39,17       | 28 673      | 12          | 52,93 | 40 340 | 18         | 50,46 | 41 118 | 16         | 48,49 | 42 110 | 15         | 56,08 | 43 049 | 17         | 55,07 | 51 212 | 16         | 44,47 | 34 375 | 13         | —     | —      | —          | —     | —      | —          | —     | —      | —          |
| Partido Socialista Obrero Español (PSOE)                        | 30,13       | 20 767      | 10          | 33,99       | 25 365      | 10          | 23,88       | 17 481      | 7           | 28,89 | 22 018 | 9          | 36,50 | 29 744 | 11         | 37,86 | 32 880 | 12         | 33,51 | 25 722 | 10         | 33,80 | 31 431 | 9          | 40,65 | 31 426 | 12         | 33,97 | 28 599 | 10         | 56,66 | 45 573 | 17         | 36,10 | 23 122 | 11         |
| Vox                                                             | 11,01       | 7593        | 3           | 4,55        | 3392        | 0           | 1,00        | 730         | 0           | —     | —      | —          | —     | —      | —          | —     | —      | —          | —     | —      | —          | —     | —      | —          | —     | —      | —          | —     | —      | —          | —     | —      | —          | —     | —      | —          |
| Podemos                                                         | 4,81        | 3321        | 0           | 7,64        | 5704        | 2           | —           | —           | —           | —     | —      | —          | —     | —      | —          | —     | —      | —          | —     | —      | —          | —     | —      | —          | —     | —      | —          | —     | —      | —          | —     | —      | —          | —     | —      | —          |
| Ciudadanos (CS)                                                 | 3,58        | 2468        | 0           | 15,48       | 11 553      | 4           | 13,73       | 10 051      | 4           | —     | —      | —          | 2,28  | 1859   | 0          | —     | —      | —          | —     | —      | —          | —     | —      | —          | —     | —      | —          | —     | —      | —          | —     | —      | —          | —     | —      | —          |
| Se Mueve Salamanca-España Vaciada (SMS-EV)                      | 1,33        | 917         | 0           | —           | —           | —           | —           | —           | —           | —     | —      | —          | —     | —      | —          | —     | —      | —          | —     | —      | —          | —     | —      | —          | —     | —      | —          | —     | —      | —          | —     | —      | —          | —     | —      | —          |
| Por Salamanca                                                   | 1,07        | 740         | 0           | —           | —           | —           | —           | —           | —           | —     | —      | —          | —     | —      | —          | —     | —      | —          | —     | —      | —          | —     | —      | —          | —     | —      | —          | —     | —      | —          | —     | —      | —          | —     | —      | —          |
| Salamanca Valiente                                              | 0,82        | 571         | 0           | —           | —           | —           | —           | —           | —           | —     | —      | —          | —     | —      | —          | —     | —      | —          | —     | —      | —          | —     | —      | —          | —     | —      | —          | —     | —      | —          | —     | —      | —          | —     | —      | —          |
| Unión del Pueblo Leonés (UPL)                                   | 0,68        | 474         | 0           | 0,19        | 141         | 0           | —           | —           | —           | —     | —      | —          | —     | —      | —          | —     | —      | —          | —     | —      | —          | —     | —      | —          | —     | —      | —          | —     | —      | —          | —     | —      | —          | —     | —      | —          |
| Salamanca Importa (Salamanca Sí)                                | 0,45        | 314         | 0           | —           | —           | —           | —           | —           | —           | —     | —      | —          | —     | —      | —          | —     | —      | —          | —     | —      | —          | —     | —      | —          | —     | —      | —          | —     | —      | —          | —     | —      | —          | —     | —      | —          |
| Contigo Somos Democracia (Contigo)                              | 0,33        | 229         | 0           | 0,95        | 712         | 0           | —           | —           | —           | —     | —      | —          | —     | —      | —          | —     | —      | —          | —     | —      | —          | —     | —      | —          | —     | —      | —          | —     | —      | —          | —     | —      | —          | —     | —      | —          |
| Partido Comunista de los Trabajadores de España (PCTE)          | 0,21        | 145         | 0           | 0,16        | 117         | 0           | —           | —           | —           | —     | —      | —          | —     | —      | —          | —     | —      | —          | —     | —      | —          | —     | —      | —          | —     | —      | —          | —     | —      | —          | —     | —      | —          | —     | —      | —          |
| Partido Regionalista del País Leonés (PREPAL)                   | 0,17        | 120         | 0           | 0,17        | 125         | 0           | 0,33        | 242         | 0           | 0,24  | 184    | 0          | 0,18  | 146    | 0          | —     | —      | —          | 0,51  | 399    | 0          | 0,41  | 378    | 0          | 0,41  | 315    | 0          | 0,31  | 262    | 0          | —     | —      | —          | —     | —      | —          |
| Izquierda Unida (IU)                                            | Con Podemos | Con Podemos | Con Podemos | Con Podemos | Con Podemos | Con Podemos | Con Ganemos | Con Ganemos | Con Ganemos | 3,29  | 2506   | 0          | 3,58  | 2917   | 0          | 2,66  | 2312   | 0          | 4,82  | 3704   | 0          | 8,79  | 8170   | 2          | 5,28  | 4081   | 1          | 3,87  | 3254   | 0          | —     | —      | —          | —     | —      | —          |
| Ganemos Salamanca                                               | —           | —           | —           | —           | —           | —           | 13,65       | 9990        | 4           | —     | —      | —          | —     | —      | —          | —     | —      | —          | —     | —      | —          | —     | —      | —          | —     | —      | —          | —     | —      | —          | —     | —      | —          | —     | —      | —          |
| Vecinos por Salamanca (VxSAL)                                   | —           | —           | —           | —           | —           | —           | 4,16        | 3045        | 0           | —     | —      | —          | —     | —      | —          | —     | —      | —          | —     | —      | —          | —     | —      | —          | —     | —      | —          | —     | —      | —          | —     | —      | —          | —     | —      | —          |
| Unión Progreso y Democracia (UPyD)                              | —           | —           | —           | —           | —           | —           | 1,98        | 1448        | 0           | 4,26  | 3246   | 0          | —     | —      | —          | —     | —      | —          | —     | —      | —          | —     | —      | —          | —     | —      | —          | —     | —      | —          | —     | —      | —          | —     | —      | —          |
| Coalición SI por Salamanca (SI)                                 | —           | —           | —           | —           | —           | —           | —           | —           | —           | 2,49  | 1898   | 0          | —     | —      | —          | —     | —      | —          | —     | —      | —          | —     | —      | —          | —     | —      | —          | —     | —      | —          | —     | —      | —          | —     | —      | —          |
| Verdes                                                          | —           | —           | —           | —           | —           | —           | —           | —           | —           | 2,38  | 1813   | 0          | —     | —      | —          | —     | —      | —          | —     | —      | —          | —     | —      | —          | 2,79  | 2154   | 0          | 1,28  | 1081   | 0          | —     | —      | —          | —     | —      | —          |
| La Izquierda de Salamanca (IZSA)                                | —           | —           | —           | —           | —           | —           | —           | —           | —           | 1,47  | 1118   | 0          | —     | —      | —          | —     | —      | —          | —     | —      | —          | —     | —      | —          | —     | —      | —          | —     | —      | —          | —     | —      | —          | —     | —      | —          |
| Ciudadanos en Blanco (CENB)                                     | —           | —           | —           | —           | —           | —           | —           | —           | —           | 0,69  | 523    | 0          | —     | —      | —          | —     | —      | —          | —     | —      | —          | —     | —      | —          | —     | —      | —          | —     | —      | —          | —     | —      | —          | —     | —      | —          |
| Partido Animalista Contra el Maltrato Animal (PACMA)            | —           | —           | —           | —           | —           | —           | —           | —           | —           | 0,33  | 253    | 0          | —     | —      | —          | —     | —      | —          | —     | —      | —          | —     | —      | —          | —     | —      | —          | —     | —      | —          | —     | —      | —          | —     | —      | —          |
| Alternativa Motor y Deportes (AMD)                              | —           | —           | —           | —           | —           | —           | —           | —           | —           | 0,16  | 121    | 0          | —     | —      | —          | —     | —      | —          | —     | —      | —          | —     | —      | —          | —     | —      | —          | —     | —      | —          | —     | —      | —          | —     | —      | —          |
| Unión del Pueblo Salmantino (UPSa)                              | —           | —           | —           | —           | —           | —           | —           | —           | —           | —     | —      | —          | 4,04  | 3293   | 0          | 2,66  | 2312   | 0          | —     | —      | —          | —     | —      | —          | —     | —      | —          | —     | —      | —          | —     | —      | —          | —     | —      | —          |
| Los Verdes Ecopacifistas (LVE)                                  | —           | —           | —           | —           | —           | —           | —           | —           | —           | —     | —      | —          | 0,61  | 501    | 0          | —     | —      | —          | —     | —      | —          | —     | —      | —          | —     | —      | —          | —     | —      | —          | —     | —      | —          | —     | —      | —          |
| Democracia Nacional (DN)                                        | —           | —           | —           | —           | —           | —           | —           | —           | —           | —     | —      | —          | 0,23  | 188    | 0          | —     | —      | —          | —     | —      | —          | —     | —      | —          | —     | —      | —          | —     | —      | —          | —     | —      | —          | —     | —      | —          |
| Los Verdes-Foro de Izquierdas (LVFI)                            | —           | —           | —           | —           | —           | —           | —           | —           | —           | —     | —      | —          | —     | —      | —          | 3,39  | 2945   | 0          | —     | —      | —          | —     | —      | —          | —     | —      | —          | —     | —      | —          | —     | —      | —          | —     | —      | —          |
| Unidad Regionalista de Castilla y León (URCL)                   | —           | —           | —           | —           | —           | —           | —           | —           | —           | —     | —      | —          | —     | —      | —          | 2,22  | 1928   | 0          | 2,45  | 1883   | 0          | 0,95  | 888    | 0          | —     | —      | —          | —     | —      | —          | —     | —      | —          | —     | —      | —          |
| La Falange (FE)                                                 | —           | —           | —           | —           | —           | —           | —           | —           | —           | —     | —      | —          | —     | —      | —          | 0,21  | 181    | 0          | 0,22  | 170    | 0          | —     | —      | —          | —     | —      | —          | —     | —      | —          | —     | —      | —          | —     | —      | —          |
| Falange Española Independiente-Falange 2000 (FEI-FE 2000)       | —           | —           | —           | —           | —           | —           | —           | —           | —           | —     | —      | —          | —     | —      | —          | 0,05  | 46     | 0          | —     | —      | —          | —     | —      | —          | —     | —      | —          | —     | —      | —          | —     | —      | —          | —     | —      | —          |
| Unión Independiente Salmantina (USI)                            | —           | —           | —           | —           | —           | —           | —           | —           | —           | —     | —      | —          | —     | —      | —          | —     | —      | —          | 1,73  | 1334   | 0          | —     | —      | —          | —     | —      | —          | —     | —      | —          | —     | —      | —          | —     | —      | —          |
| Tierra Comunera-Partido Nacionalista Castellano (TC-PNC)        | —           | —           | —           | —           | —           | —           | —           | —           | —           | —     | —      | —          | —     | —      | —          | —     | —      | —          | 0,24  | 121    | 0          | —     | —      | —          | —     | —      | —          | —     | —      | —          | —     | —      | —          | —     | —      | —          |
| Partido Demócrata Español (PADE)                                | —           | —           | —           | —           | —           | —           | —           | —           | —           | —     | —      | —          | —     | —      | —          | —     | —      | —          | 0,20  | 56     | 0          | —     | —      | —          | —     | —      | —          | —     | —      | —          | —     | —      | —          | —     | —      | —          |
| Partido Humanista (PH)                                          | —           | —           | —           | —           | —           | —           | —           | —           | —           | —     | —      | —          | —     | —      | —          | —     | —      | —          | 0,05  | 147    | 0          | —     | —      | —          | —     | —      | —          | 0,34  | 290    | 0          | —     | —      | —          | —     | —      | —          |
| Plataforma de los Independientes de España (PIE)                | —           | —           | —           | —           | —           | —           | —           | —           | —           | —     | —      | —          | —     | —      | —          | —     | —      | —          | —     | —      | —          | 0,98  | 914    | 0          | —     | —      | —          | —     | —      | —          | —     | —      | —          | —     | —      | —          |
| Centro Democrático y Social (CDS)                               | —           | —           | —           | —           | —           | —           | —           | —           | —           | —     | —      | —          | —     | —      | —          | —     | —      | —          | —     | —      | —          | —     | —      | —          | 6,02  | 4650   | 1          | 22,77 | 19 170 | 7          | 4,54  | 3648   | 0          | —     | —      | —          |
| Democracia Regionalista de Castilla y León (DRCL)               | —           | —           | —           | —           | —           | —           | —           | —           | —           | —     | —      | —          | —     | —      | —          | —     | —      | —          | —     | —      | —          | —     | —      | —          | 0,39  | 300    | 0          | —     | —      | —          | —     | —      | —          | —     | —      | —          |
| Alianza Popular (AP)                                            | —           | —           | —           | —           | —           | —           | —           | —           | —           | —     | —      | —          | —     | —      | —          | —     | —      | —          | —     | —      | —          | —     | —      | —          | —     | —      | —          | 34,39 | 28 950 | 10         | 34,16 | 27 470 | 10         | —     | —      | —          |
| Partido Liberal (PL)                                            | —           | —           | —           | —           | —           | —           | —           | —           | —           | —     | —      | —          | —     | —      | —          | —     | —      | —          | —     | —      | —          | —     | —      | —          | —     | —      | —          | 1,15  | 970    | 0          | —     | —      | —          | —     | —      | —          |
| Partido Demócrata Progresista (PDP)                             | —           | —           | —           | —           | —           | —           | —           | —           | —           | —     | —      | —          | —     | —      | —          | —     | —      | —          | —     | —      | —          | —     | —      | —          | —     | —      | —          | 1,10  | 925    | 0          | —     | —      | —          | —     | —      | —          |
| Partido de los Trabajadores de España-Unidad Comunista (PTE-UC) | —           | —           | —           | —           | —           | —           | —           | —           | —           | —     | —      | —          | —     | —      | —          | —     | —      | —          | —     | —      | —          | —     | —      | —          | —     | —      | —          | 0,56  | 471    | 0          | —     | —      | —          | 2,11  | 1353   | 0          |
| Falange Española de las JONS (FE-JONS)                          | —           | —           | —           | —           | —           | —           | —           | —           | —           | —     | —      | —          | —     | —      | —          | —     | —      | —          | —     | —      | —          | —     | —      | —          | —     | —      | —          | 0,25  | 210    | 0          | —     | —      | —          | —     | —      | —          |
| Partido Comunista de España (PCE)                               | —           | —           | —           | —           | —           | —           | —           | —           | —           | —     | —      | —          | —     | —      | —          | —     | —      | —          | —     | —      | —          | —     | —      | —          | —     | —      | —          | —     | —      | —          | 2,75  | 2215   | 0          | 11,61 | 7439   | 3          |
| Independientes                                                  | —           | —           | —           | —           | —           | —           | —           | —           | —           | —     | —      | —          | —     | —      | —          | —     | —      | —          | —     | —      | —          | —     | —      | —          | —     | —      | —          | —     | —      | —          | 1,89  | 1520   | 0          | —     | —      | —          |
| Unión de Centro Democrático (UCD)                               | —           | —           | —           | —           | —           | —           | —           | —           | —           | —     | —      | —          | —     | —      | —          | —     | —      | —          | —     | —      | —          | —     | —      | —          | —     | —      | —          | —     | —      | —          | —     | —      | —          | 43,96 | 28 158 | 13         |
| Coalición Democrática (CD)                                      | —           | —           | —           | —           | —           | —           | —           | —           | —           | —     | —      | —          | —     | —      | —          | —     | —      | —          | —     | —      | —          | —     | —      | —          | —     | —      | —          | —     | —      | —          | —     | —      | —          | 4,52  | 2892   | 0          |
| Fuerza Nueva (FN)                                               | —           | —           | —           | —           | —           | —           | —           | —           | —           | —     | —      | —          | —     | —      | —          | —     | —      | —          | —     | —      | —          | —     | —      | —          | —     | —      | —          | —     | —      | —          | —     | —      | —          | 1,00  | 639    | 0          |
| Liga Comunista Revolucionaria (LCR)                             | —           | —           | —           | —           | —           | —           | —           | —           | —           | —     | —      | —          | —     | —      | —          | —     | —      | —          | —     | —      | —          | —     | —      | —          | —     | —      | —          | —     | —      | —          | —     | —      | —          | 0,69  | 444    | 0          |

## Evolución de la deuda viva municipal
El concepto de deuda viva contempla sólo las deudas con cajas y bancos relativas a créditos financieros, valores de renta fija y préstamos o créditos transferidos a terceros, excluyéndose, por tanto, la deuda comercial.
| Gráfica de evolución de la deuda viva del Ayuntamiento entre 2008 y 2023                            |
| |
| Deuda viva del Ayuntamiento de Salamanca, en miles de euros, según datos del Ministerio de Hacienda |